# Klatte-Hof

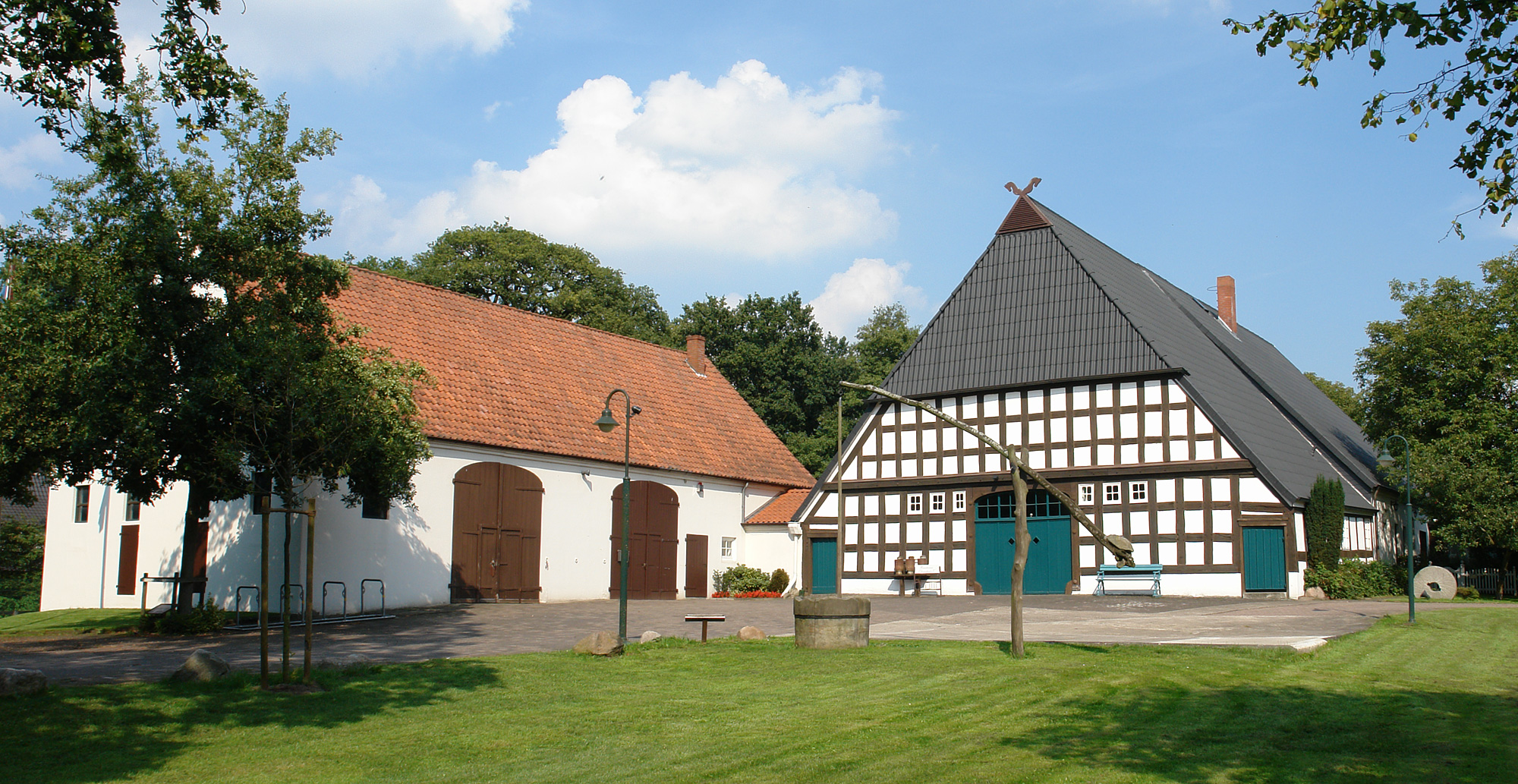
Klatte-Hof, links der ehemalige Kuhstall, heute Sitz des Modell-Eisenbahn-Clubs Bremen

Das Bauernhaus Klatte-Hof befindet sich in Bremen, Stadtteil Oberneuland, Rockwinkeler Heerstraße 123. Das Haus entstand 1709.
Es steht seit 1973 unter Bremer Denkmalschutz.

## Geschichte
Das eingeschossige Fachwerkhaus, ein niederdeutsches Hallenhaus als Zweiständerhaus mit einem Krüppelwalmdach, Pferdekopfverzierungen an der Giebelspitze und dem großen Tor wurde 1709 in der Epoche des Barocks gebaut. Der Brunnen stammt von 1787. Das frühere Backhaus gehört zum Ensemble des Hofs.
Seit 1990 wird das Haus vom 1950 gegründeten Heimatvereen Oberneeland genutzt. Er sanierte das Haus ab 1991/92; es fanden mehrere Umbauten statt. Durch Eigenhilfe, Spenden, Fördermittel und Einnahmen aus dem Theaterspiel wurden danach weitere Baumaßnahmen finanziert. 2004 hat das Haus eine neue Dachdeckung erhalten.
De Speeldeel von 1992 in plattdeutscher Sprache, handwerkliche Arbeiten am Haus durch De Gilde, der Singkreis, Reiseangebote von De Rumdriever, De Kortenspeeler oder das Wandern mit den Padlöpern gehören zum festen Programm des Vereins.